# Diocesi di Diocesarea di Isauria
La diocesi di Diocesarea di Isauria (in latino Dioecesis Diocaesariensis in Isauria) è una sede soppressa del patriarcato di Antiochia e una sede titolare della Chiesa cattolica.

## Storia
Diocesarea di Isauria, identificabile con Uzuncaburç nel distretto di Silifke in Turchia, è un'antica sede episcopale della provincia romana di Isauria nella diocesi civile d'Oriente. Faceva parte del patriarcato di Antiochia ed era suffraganea dell'arcidiocesi di Seleucia, come attestato da una Notitia episcopatuum del patriarcato datata al VI secolo.
Sono noti alcuni vescovi di quest'antica diocesi. Montano assistette al concilio di Costantinopoli del 381. Successo, destinatario di due lettere di Cirillo di Alessandria, fu tra i padri del concilio di Efeso del 431. Giovanni prese parte al concilio di Calcedonia nel 451 ed Ermofilo sottoscrisse nel 458 la lettera dei vescovi dell'Isauria all'imperatore Leone in seguito all'uccisione del patriarca Proterio di Alessandria. Ilarione fu un vescovo monofisita e fu espulso dalla città nel 519 per le sue relazioni con Severo di Antiochia. Infine Manzo (o Manzone) fu tra i padri conciliari di Nicea del 787.
Per un certo periodo, dopo l'occupazione araba di Antiochia, l'Isauria fu annessa al patriarcato di Costantinopoli. La diocesi di Diocesarea appare nelle Notitiae Episcopatuum di questo patriarcato nel IX, nel X e nel XIII secolo.
Dal XVII secolo Diocesarea di Isauria è annoverata tra le sedi vescovili titolari della Chiesa cattolica; la sede è vacante dal 5 maggio 1969.

## Cronotassi

### Vescovi greci
- Montano † (menzionato nel 381)
- Successo † (menzionato nel 431)
- Giovanni † (menzionato nel 451)
- Ermofilo † (menzionato nel 458)
  - Ilarione † (menzionato nel 519) (vescovo monofisita)
- Manzo † (menzionato nel 787)

### Vescovi titolari
I vescovi di Diocesarea di Isauria appaiono confusi con i vescovi di Diocesarea di Palestina, perché nelle fonti citate le cronotassi delle due sedi non sono distinte.
- Ludovico † (? deceduto)
- Teodorico, O.F.M. † (15 aprile 1448 - ?)
- Pietro † (? deceduto)
- Guglielmo † (7 novembre 1453 - ?)
- Otto Reinhold Andrimont, O.S.A. † (9 settembre 1669 - ?)
- António de Santa Maria, O.F.M. † (18 luglio 1678 - 9 aprile 1685 nominato vescovo di Miranda)
- Jean François Abdias de Villevieille † (7 febbraio 1737 - ?)
- Józef Julian Sapieha † (12 gennaio 1737 - 4 dicembre 1754 deceduto)
- Prudentius (Joannes Philippus) Patti, O.S.B. † (5 aprile 1756 - ?)
- Arcadio María Larraona Saralegui, C.M.F. † (5 aprile 1962 - 19 aprile 1962 dimesso)
- Gino Paro † (31 agosto 1962 - 5 maggio 1969 nominato arcivescovo titolare di Torcello)